# Анна Келбасинська
Анна Келбасинська (пол. Anna Kiełbasińska, нар. 26 червня 1990) — польська легкоатлетка, яка спеціалізується в спринті, учасниця Олімпійських ігор (2012, 2016), багаторазова чемпіонка та призерка світових та континентальних першостей у спринтерських (переважно, естафетних) дисциплінах.
На світовій першості-2019 здобула «срібло» в жіночій естафеті 4×400 метрів, взявши участь у забігу.